# 福田記代子
福田 記代子（ふくだ きよこ、現姓：小柳、1970年8月4日 - ）は、日本の元女子バレーボール選手。

## 来歴
埼玉県川口市出身。八王子実践高校を卒業後、1989年日立に入社。高い跳躍力とパワフルなスパイクを武器に、1989年・1991年ワールドカップ、1990年世界選手権、1992年バルセロナ五輪に出場し長年日本のエースとして活躍した。
2001年日立廃部に伴い現役引退。退社後、母校八王子実践高校でコーチを務めた。現在は結婚して、小学生からママさんバレーまで、様々な人を対象にバレーボール講師を務めている。

## 人物・エピソード
- 日立ベルフィーユ最後の主将を務めた。

## 球歴
- 全日本代表 - 1989-1996年、1999年
- 全日本代表としての主な国際大会出場歴
  - オリンピック：1992年
  - 世界選手権：1990年、1994年
  - ワールドカップ：1989年、1991年

## 受賞歴
- 1990年 - 第23回日本リーグ 新人賞

## 所属チーム
- 八王子実践高等学校
- 日立ベルフィーユ（1989-2001年）